# Поріцький район
Порі́цький район (рос. Порецкий район, чув. Пăрачкав районĕ) — муніципальне утворення в Чувашії (Росія).
Адміністративний центр — село Поріцьке.

## Географія
Розташований на південному заході Чуваської Республіки. На заході межує з Нижньогородською областю, на півночі — з Шумерлинським, на сході — з Ібресинським, на півдні — з Алатирським районами Чувашії і Республікою Мордовія.

## Історія
Район утворений 5 вересня 1927 року.

## Населення
Населення району становить 11903 особи (2019, 13992 у 2010, 17311 у 2002).

## Адміністративно-територіальний поділ
На території району 12 сільських поселень:
| Поселення                        | Площа, км² | Населення, осіб (2002) | Населення, осіб (2010) | Населення, осіб (2019) | Центр       | Населені пункти |
| -------------------------------- | ---------- | ---------------------- | ---------------------- | ---------------------- | ----------- | --------------- |
| Анастасовське сільське поселення | 64,06      | 1296                   | 1018                   | 866                    | Анастасово  | 3               |
| Козловське сільське поселення    | 143,79     | 1183                   | 935                    | 827                    | Козловка    | 4               |
| Кудеїхинське сільське поселення  | 131,17     | 1031                   | 881                    | 824                    | Кудеїха     | 3               |
| Мішуковське сільське поселення   | 42,79      | 634                    | 472                    | 383                    | Мішуково    | 3               |
| Напольнівське сільське поселення | 43,43      | 1719                   | 1359                   | 1139                   | Напольне    | 1               |
| Нікулінське сільське поселення   | 62,23      | 671                    | 438                    | 337                    | Нікуліно    | 5               |
| Октябрське сільське поселення    | 41,96      | 908                    | 658                    | 523                    | Антипинка   | 2               |
| Поріцьке сільське поселення      | 73,40      | 6482                   | 5825                   | 5191                   | Поріцьке    | 1               |
| Риндинське сільське поселення    | 40,56      | 604                    | 476                    | 350                    | Риндино     | 2               |
| Семеновське сільське поселення   | 58,89      | 809                    | 620                    | 527                    | Семеновське | 5               |
| Сіявське сільське поселення      | 321,17     | 1050                   | 633                    | 422                    | Сіява       | 5               |
| Сиресинське сільське поселення   | 93,41      | 924                    | 677                    | 514                    | Сиресі      | 3               |

## Найбільші населені пункти
Населені пункти з чисельністю населення понад 1000 осіб:
| № | Населений пункт | Населення, осіб (2002) | Населення, осіб (2010) |
| - | --------------- | ---------------------- | ---------------------- |
| 1 | Поріцьке        | 6 482                  | 5 825                  |
| 2 | Напольне        | 1 719                  | 1 359                  |

## Господарство
Район має сільськогосподарську спрямованість і спеціалізується на м'ясо-молочній продукції, на вирощуванні зерна, картоплі, хмелю. Сільське господарство району носить товарний характер.
Промисловість представлена підприємствами з переробки молока (маслозавод) (не функціонує), картоплі (крохмалезавод), деревини, торфу (торфопідприємство), глини (цегельний завод), з виробництва швейних виробів, філією Московського заводу «Мосрентген» (ліквідовано), по видобутку гіпсу (ТОВ «ГіПор-М»).

## Персоналії
У районі народився Яшин Іван Васильович (1919—1966) — радянський військовик.